# Mar Menor
El Mar Menor és una albufera al costat del mar Mediterrani situada a la Regió de Múrcia.
Les seves característiques ecològiques i naturals tan especials fan del Mar Menor un indret natural únic i el llac d'aigua salada més gran d'Europa. De forma semi-circular, està separat del Mediterrani per un cordó de sorra de 24 km de longitud i entre 100 i 1.200 m d'ample, anomenat La Manga del Mar Menor. L'albufera ha estat designada per les Nacions Unides com a Zona Especialment Protegida per al Mediterrani.
En el perímetre litoral compta amb 73 km de costa en què es van succeint platges d'aigües transparents i poc fondes (la profunditat màxima no és superior als 7 metres), i amb 170 quilòmetres quadrats de superfície. A la banda nord hi ha el Parc regional de Las Salinas y Arenales de San Pedro del Pinatar. Al sud d'aquest petit mar s'aixequen els illots d'illa Perdiguera, Mayor, Redonda, Ciervo i Sujeto, que porten reminiscències del seu origen volcànic. El territori del Mar Menor pertany als municipis de San Javier, San Pedro del Pinatar, Los Alcázares i Cartagena, i conforma una subcomarca del Camp de Cartagena.
Actualment el mar menor està greument amenaçat per episodis d'eutrofització, derivats principalment de l'arribada de grans quantitats de nitrats procedents d'explotacions agràries i agropecuàries dels voltants (Camp de Cartagena).